# Mercado Adolpho Lisboa
Mercado Adolpho Lisboa, imenovan tudi Mercado Municipal ali Mercadão (velika tržnica), je tržnica v Manausu v Braziliji. Leži na obali reke Rio Negro. Tržnica je bila zgrajena med letoma 1880 in 1883. Stavba je temeljila na tržnici Les Halles v Parizu v Franciji. Kovinske konstrukcije stavbe so zgradili v Parizu in jih z ladjo poslali v Manaus. Ima dve popolnoma različni fasadi, eno obrnjeno proti Rio Negru, drugo pa proti javni cesti. Mestna tržnica, pomembna zgodovinska in arhitekturna stavba mesta, danes izstopa tudi kot kulturno in turistično središče. Tržnica je ena največjih odprtih tržnic v mestu Manaus, ki ponuja sveže sadje, začimbe, ribe, spominke, tradicionalna avtohtona zdravila in druge izdelke.

## Zgodovina
V 19. stoletju so skrbi glede higienskih pogojev pri trženju hrane povzročile potrebo po izgradnji javnih tržnic v več mestih, kot je Manaus. Po zapisih iz tistega časa je ime Adolpho Lisboa isto ime župana, ki je v tem obdobju upravljal mesto Manaus. Osrednji paviljon je 15. julija 1883 slovesno odprl predsednik province José Paranaguá v času, ko je mesto Manaus doživljalo razcvet kavčuka. Tržnica je bila zgrajena v slogu Art nouveau, po značilnostih stare tržnice Les Halles v Parizu v Franciji. Okoli leta 1908 je bil zgrajen železni paviljon za takratno komercializacijo amazonskih začimb, ki je imel kerozinsko razsvetljavo in je sledil istemu arhitekturnemu slogu glavne stavbe. Iz tega časa je glavni objekt, ki je približno 45 metrov dolga in 42 metrov široka lopa z železno konstrukcijo. Struktura je podprta z 28 stebri, ki so parapeti, kjer se ti naslanjajo, in dve stranski sobi, zidani iz kamna in opeke. Stranski prostori imajo dvajset »škatel«, med seboj ločenih z železnimi rešetkami, vsaka z lesenimi pulti, z marmorno ploščo. Leta 1890 sta bila zgrajena še dva enako velika stranska paviljona (lope), prav tako z železno konstrukcijo in cinkano streho.

## Struktura
Tržnica je razdeljena na dva paviljona, prvi in najstarejši je zidan, drugi je sestavljen iz železa, amazonsko območje je takrat imelo skoraj neraziskano zemljo in premalo surovin, kar je motiviralo uvoz skoraj vseh materialov za stavbe iz Evrope, kot je bil drugi paviljon, katerega celotno stavbo je zgradil Walter Macfarlane iz Glasgowa. Rečeno je, da je stavbo zasnoval Gustave Eiffel, a očitno je to le legenda. Brazilski nacionalni inštitut za zgodovinsko in umetniško dediščino je na svoji spletni strani kot avtorje konstrukcij navedel Bakus&Brisbit iz Beléna, Francis Morton Engineers iz Liverpoola in Walterja Macfarlana iz Glasgowa.

## Nacionalna zgodovinska dediščina
Mestna tržnica Adolpho Lisboa, eno najpomembnejših središč za trženje regionalnih proizvodov v Manausu, je bila zgrajena v zlati dobi kavčuka. Ker je eden glavnih primerov železne arhitekture brez podobnega nikjer na svetu, ga je 1. julija 1987 uvrstil na seznam Nacionalnega inštituta za zgodovinsko in umetniško dediščino (IPHAN). Na zastavi glavnih vrat je vgraviran vrez z imenom Adolpho Lisboa, ki je bil v času gradnje župan mesta Manaus. Lizbona je pozneje dala trgu ime.

## Obnova
S sredstvi mestnega sveta Manausa je bila tržnica leta 1977 deležna manjše prenove, decembra 2006 pa se je začela njena prva tehnična in znanstvena obnova s sporazumom med mestno hišo in Nadzorništvom prostotrgovinske cone Manaus (Suframa). Za izvedbo del je bilo njegovih 378 imetnikov dovoljenj premeščenih v skladišče 20, blizu privatiziranega pristanišča Manaus, na bregovih reke Rio Negro. Po sedmih letih zaprtja zaradi prenove je Mercadão 23. oktobra 2013 predal takratni župan Arthur Virgílio Neto.